# Sokołowa Wola
Sokołowa Wola (ukr. Соколова Воля) – nieistniejąca obecnie osada w Polsce, położona w województwie podkarpackim, w powiecie bieszczadzkim, w gminie Czarna.
W połowie XIX wieku właścicielem posiadłości tabularnej w Sokołowej Woli był Zefiryn Popiel.